# Tetê
Tetê, bürgerlich Mateus Cardoso Lemos Martins (* 15. Februar 2000 in Alvorada), ist ein brasilianischer Fußballspieler, der seit Juli 2024 beim griechischen Erstligisten Panathinaikos Athen unter Vertrag steht.

## Karriere

### Verein
Tetê begann im Alter von acht Jahren bei Grêmio Porto Alegre mit dem Fußballspielen. Im Januar 2018 machte er erstmals beim Copa São Paulo de Futebol Júnior auf sich aufmerksam, als er in fünf Spielen fünf Tore erzielte. Anfang 2018 trainierte er erstmals mit der Herrenmannschaft, kam für diese bis zu seinem Abgang im Februar 2019 jedoch kein einziges Mal zum Einsatz. Tetê spielte ausschließlich für U-19- und U-20-Mannschaften des Vereins. Am 28. Februar 2019 verpflichtete der ukrainische Erstligist Schachtar Donezk den Flügelspieler für eine Ablösesumme in Höhe von 15 Millionen Euro, wo er einen Fünfjahresvertrag unterzeichnete. Sein Debüt für die Hirnyky bestritt er am 13. April 2019 beim 3:0-Heimsieg in der Meisterrunde der Saison 2018/19 gegen Sorja Luhansk, bei welchem er die gesamte Spielzeit über auf dem Platz stand. Danach spielte er sich in die Rotation der Mannschaft von Trainer Paulo Fonseca für die restlichen Spiele. Im Finale des ukrainischen Pokals gegen den Zweitligisten Inhulez Petrowe traf er doppelt und bereitete ein Tor vor, womit er beim 4:0-Sieg zum Mann des Spiels wurde. Sein erstes Ligator erzielte eine Woche später beim 1:1-Unentschieden im Derby gegen Dynamo Kiew. Am Ende der Meisterrunde war er in acht von zehn Spielen zum Einsatz gekommen, in denen er mit zwei Toren und zwei Vorlagen zum Gewinn des Doubles beitrug. In der nächsten Spielzeit 2019/20 schaffte er es seine Werte zu steigern und verbuchte in 26 Ligaeinsätzen acht Tore und vier Vorlagen. Auch in der folgenden Spielzeit konnte er wieder die Meisterschaft in der Premjer-Liha feiern. Im März 2022 wurde Tetê dann wegen des Russischen Überfalls auf die Ukraine leihweise bis zum Saisonende an Olympique Lyon abgegeben. Im Anschluss folgte eine weitere einjährige Leihe zur französischen Mannschaft. Am 29. Januar 2023 wurde Tetês Wechsel zu Leicester City bekanntgegeben.
Kurz vor dem Beginn der Saison 2023/24 wechselte Tetê zu Galatasaray Istanbul. Bei Galatasaray gewann Tetê am Ende der Saison die türkische Meisterschaft. Er kam zu 33 Ligaspielen. Ende Juli 2024 verließ der Brasilianer nach einem Jahr Galatasaray und wechselte für eine Ablöse von 4,75 Mio. Euro zu Panathinaikos Athen.

### Nationalmannschaft
Anfang 2019 kam Tetê bei der U-20-Südamerikameisterschaft in Chile zu sieben Einsätzen für sein Heimatland. Im November 2020 absolvierte er dann zwei Testspiele für die brasilianische U-23-Auswahl.

## Erfolge
- Ukrainische Meister: 2019, 2020
- Ukrainischer Pokalsieger: 2019
- Türkischer Meister: 2024